# Вексилярій

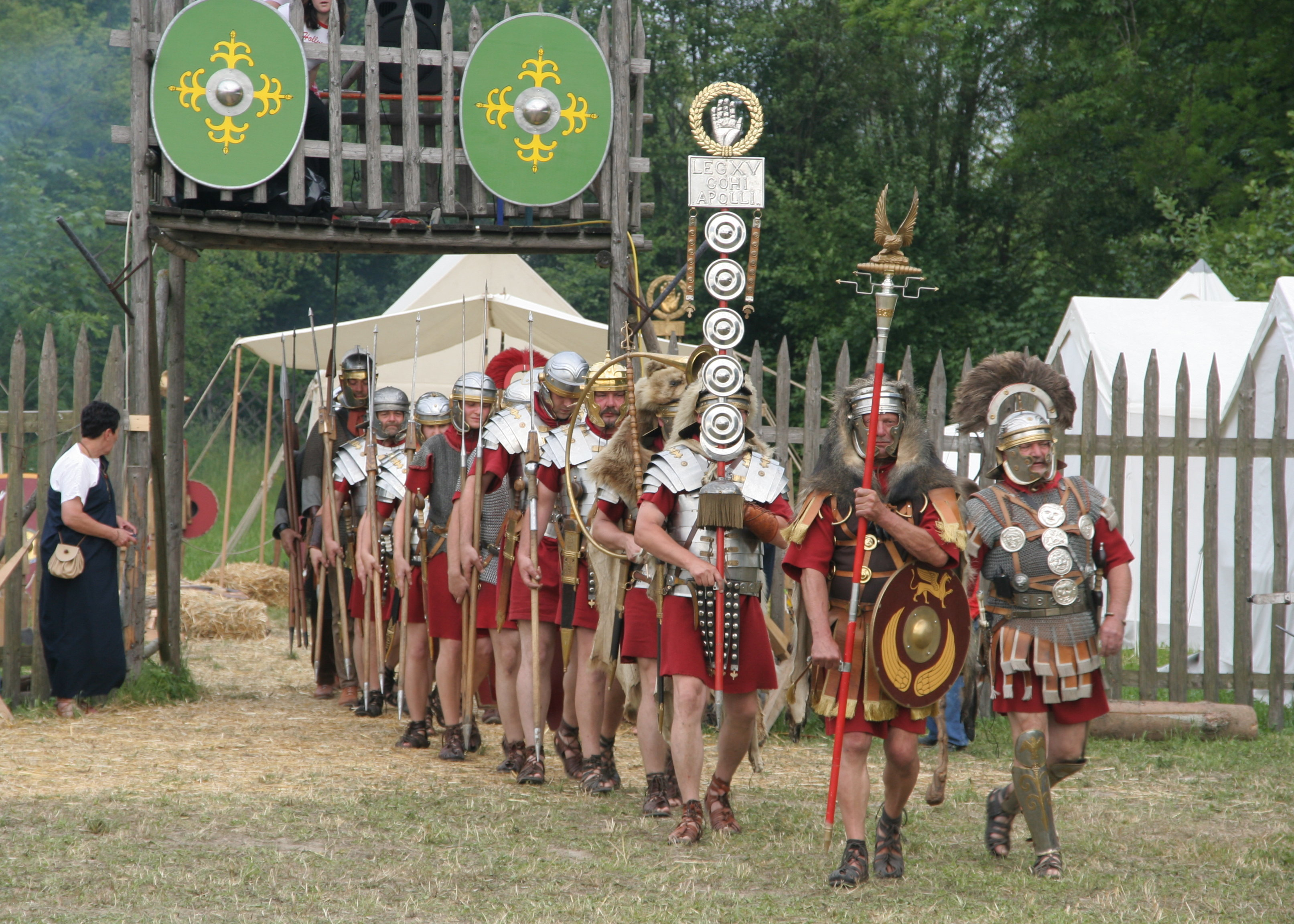
Сучасна реконструкція давньоримського військового загону періоду близько 70 р. до н. е. Праворуч від центуріона аквіліфер з орлом — знаком легіону, за ним сигніфер зі знаком маніпули

Вексиля́рій (лат. vexillarius, від лат. vexillum — «прапор», «штандарт», «вексилум») — назва прапороносця у римській армії.
- Вексилярій був одним із сигніферів римського легіону. Якщо він носив знак легіону, золотого або срібного орла, то називався «аквіліфер» (aquilifer), якщо зображення імператора — «імагініфер» (imaginifer).
- Вексилярії також були солдати відіслані з основної частини у розпорядження іншої.
- Вексиляріями також позначалися повторно зараховані на службу ветерани. Вони мали свою частину (vexillatio) і особливий штандарт (вексилум) у складі легіону.